# Manfred Nelting
Manfred Nelting (* 15. März 1950 in Hamburg) ist ein deutscher Facharzt für Psychotherapeutische Medizin und Allgemeinmedizin.
1992 gründete Nelting zusammen mit seiner Frau und einem HNO-Kollegen die Tinnitus-Klinik Bad Arolsen als neurootologisch/psychosomatische Fachklinik. Dort war er ärztlicher Leiter und Geschäftsführer. 2004 gründete er zusammen mit seiner Frau die Gezeiten Haus Klinik in Bonn-Bad Godesberg und ist seitdem Ärztlicher Direktor. 2005 entwickelte er einen wissenschaftlichen Test zur Einschätzung des Burnout-Risikos.
Nelting war und ist beteiligt an wissenschaftlichen Arbeiten, Veröffentlichungen und Artikeln zu Hörstörungen, auditiven Verarbeitungs- und Wahrnehmungsstörungen, Burnout-Syndrom, Depressionen, Lebenskrisen, Genforschung und dem Gesundheitssystem.

## Werke
- Burnout – Wenn die Maske zerbricht: Wie man Überbelastung erkennt und neue Wege geht. Goldmann Verlag, München Oktober 2010, ISBN 978-3-442-39193-6
- „Schutz vor Burnout – Ballast abwerfen – kraftvoller leben“. Mosaik Verlag, München 2012, ISBN 978-3-442-39229-2,  Hörbuch ISBN 978-3-8398-8007-4
- Tinnitustherapie mit Leib und Seele. Profilverlag München, ISBN 978-3-89019-511-7
- Hyperakusis – Frühzeitig erkennen, aktiv handeln. Thieme Verlag, ISBN 3-13-129181-8
- Wenn Geräusche zur Qual werden. Trias Verlag, ISBN 978-3-8304-3091-9
- Tinnitus – Leiden und Chance. Profil Verlag, ISBN 978-3-89019-417-2
- EINSICHT in UNerhörtes, Basic Erfolgsmanagement, Pfarrkirchen 2021, ISBN 978-3-949217-00-5